# 7364 Otonkucera
7364 Otonkucera je prvi od više tisuća asteroida otkrivenih iz Zvjezdarnice Višnjan. Otkrio ga je hrvatski astronom Korado Korlević, osnivač i tadašnji voditelj zvjezdarnice. 

## Vanjske poveznice
- (engl.) Podaci o asteroidu 7364 Otonkucera
- (engl.) Orbita asteroida 7364 Otonkucera

… |  7363 Esquibel  | 7364 Otonkucera |  7365 Sejong | …